# Ulcera
L'ulcera (dal latino ulcus) è una lesione della pelle o di un tessuto epiteliale, a lenta, difficoltosa o assente cicatrizzazione. Si definisce come una soluzione di continuo della superficie mucosale.

## Tipologie di ulcera
- Ulcera aftosa
- Ulcera corneale: lesione della superficie oculare trasparente
- Ulcera diabetica
- Ulcera fagedenica dei paesi caldi o ulcera dei tropici
- Ulcera micetoidea (detta anche ulcera del deserto o ulcera di Castellani)
- Ulcera peptica
  - Ulcera duodenale
  - Ulcera gastrica
- Ulcera varicosa
- Ulcera venerea o ulcera molle
- Ulcera gengivale
- Ulcera serpiginosa
- Ulcera perforata
- Ragade/Ragade anale
- Ulcera cutanea batterica (es. da piodermite) o infiammatoria
- Ulcera tubercolare